# Intimspray
Intimspray ist eine österreichisch-englische Politpunk-New Wave Band, die 1979 gegründet wurde.

## Geschichte
Ursprünglich spielten Heinz D. Heisl und der Schlagzeuger Hubert Nedwed in der Band Abu El Mot, einer im Franziskanergymnasium Hall in Tirol gegründete Gruppe. 1976 wurde die erste und einzige Single Rattle Snake in den Bavaria Studios in München eingespielt. Die Band spielte bis 1978 u. a. im Münchner Rigan Club.

### Phase I: 1979–1984
1979 formierte sich aus diesem Umfeld die Band The Spray, bestehend aus Heinz D. Heisl (Gitarre, Gesang), Heribert „Corny“ Kornfeil (Leadgitarre, Gesang), Mike Moll (Keyboard, Korg) und Max Moriel (Bass). Erste Auftritte fanden im Safari Club und im Bürgerbräusaal in Innsbruck statt. Letzterer musste nach der dritten, völlig überfüllten Show sogar geschlossen werden – ein früher Beleg für das wachsende Kultpotenzial der Band.
Aufgrund einer Namensüberschneidung mit einer Wiener Gruppe benannte sich die Band in Intimspray um. Bei einem gemeinsamen Auftritt mit DAF sprang kurzfristig der englische Bassist Bill Pugh ein – und blieb. Seither ist er fester Bestandteil der Band.
Die vom Reggae beeinflusste Single More Dangerous Come Down / Too Much Monsters (1979, Zweite Hand Produktion), noch mit Max Moriel am Bass eingespielt, führte zum Engagement als Supportband der Ska-Formation Nighthawks. Auf deren Anraten verlagerte Intimspray ihren Hauptsitz nach München. Dort wurde die Band rasch Teil der alternativen Clubszene, trat regelmäßig im Café Größenwahn, Marienkäfer, Domicile sowie erneut im Rigan Club auf – und entwickelte sich schnell zu mehr als einem Underground-Geheimtipp.
1980 nahm sie der BRAVO-Fotograf Didi Zill als Produzent für RCA/Autobahn unter Vertrag. Das Debütalbum Intimspray erschien 1982, wurde vom BR3 zur „Platte des Monats“ gewählt und entstand im Rocksound-Studio – in dem die Band zeitweise auch lebte. Einzig der Song Sadat war platt stammt aus einem Livemitschnitt im Café Größenwahn und dokumentiert die rohe Energie ihrer damaligen Konzerte.
Die Band war mehrfach mit Artikeln und Fotostrecken in der BRAVO vertreten. Es folgten Auftritte in Hamburg (Onkel Pö), in der Münchner Olympiahalle (Whom Festival) sowie im Fernsehen, etwa in der ZDF-Show Hätten Sie heute Zeit für mich? oder Live aus dem Alabama (ARD).
Es folgten zahlreiche Auftritte in Funk und Fernsehen (BR, ARD und ZDF). 1982 war die erste LP Intimspray im Bayerischen Rundfunk Platte des Monats. Die Musikszene schrieb (1982): „Ihre Texte sind meist in einer Reimform gehalten, sind witzig und ironisch, aber auch recht politisch, in denen Heinz 'Sadat is platt, Ghaddafi steht am Wüstenrand und roter Halbmond, culture man in Teheran, Perserstaat grüßt mir den Ölmagmat, Exekutionskommandos für Rassenhass...' singt.“. Und die Süddeutsche Zeitung in der Rubrik Popcorner: „Es ist Tanzmusik, Pogo, Ska, Reggae, Elemente, die Bands der neuen Welle immer wieder aufleben lassen. Die gereimten Intimspray-Zeilen sind natürlich in der Muttersprache gehalten, beinahe zwangsläufig, steht doch für die Musiker fest, daß deutsche Texte keine vorübergehende Modeerscheinung in der Rockmusik sein werden.“;
Bei der Produktion des Songs Sayonara am Fujiyama kam es zum Zerwürfnis mit dem Produzenten. Mike Moll und Hubert Nedwed verließen die Band. Der deutsche Schlagzeuger Günter Jauch stieg ein. Nach weiteren Shows, etwa im Theatron (Olympiapark München), einer Italien-Tour und der Mitarbeit beim Orgien-Mysterien-Spiel von Hermann Nitsch im Jahr 1984, löste sich die Band vorläufig auf.

### Phase II: Reunion (seit 2019)

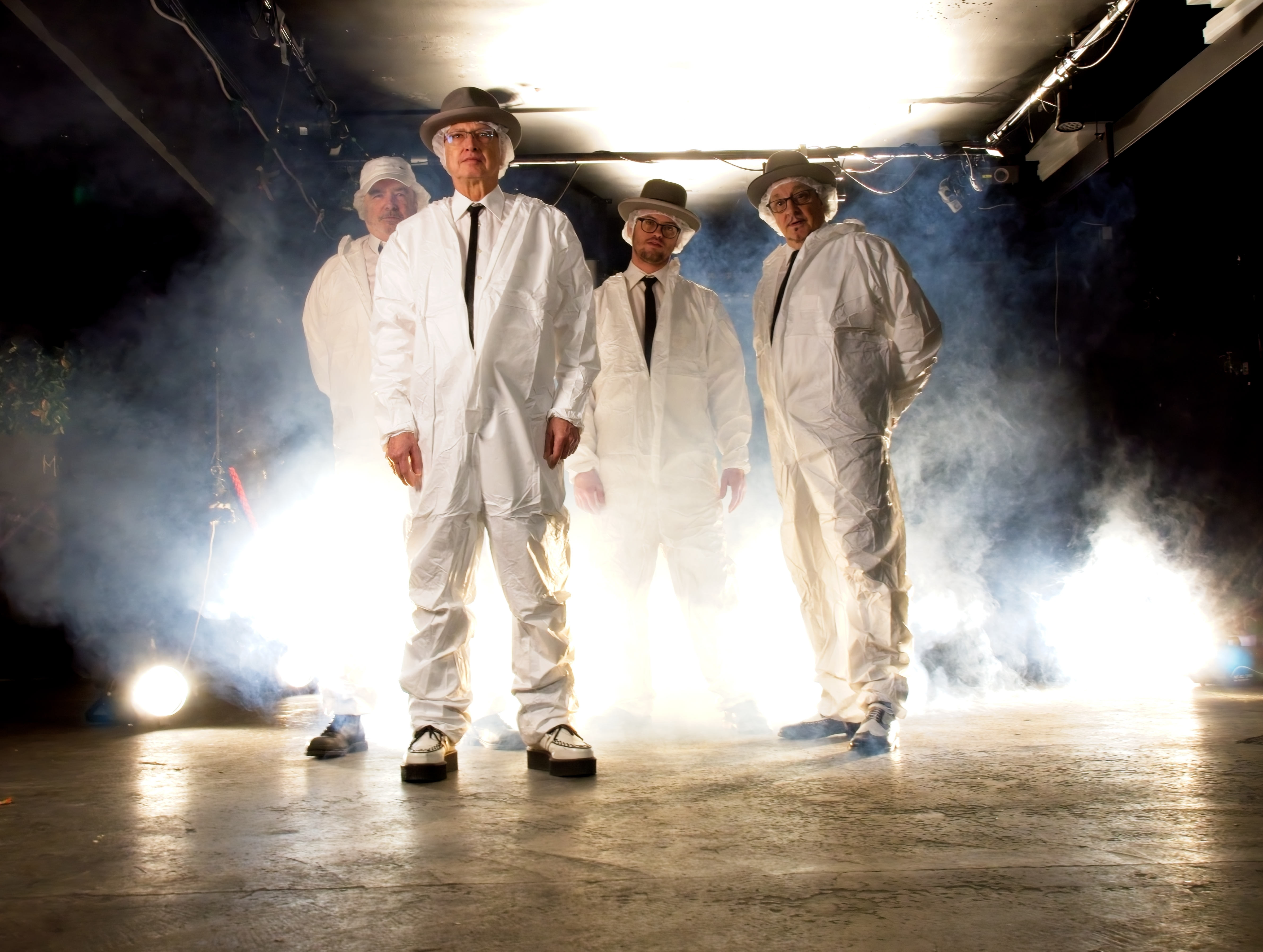
Intimspray 2024

2018 trafen Heisl, Nedwed und Kornfeil sich bei einem privaten Fest – ein spontaner Auftritt führte zum Comeback. 2019 begann die Band wieder für Bühnenauftritte zu proben. Die Reunion mit Heinz D. Heisl (in der Zwischenzeit als Schriftsteller mit zahlreichen Veröffentlichungen – Haymon Verlag / Dittrich Verlag Berlin – tätig), Heribert „Corny“ Kornfeil, Bill Pugh und Hubert Nedwed begann. Die Band – nun in Wien angesiedelt – war nach intensiver Probenarbeit unter anderem auf der Bühne des Café Carina, im Chelsea Club sowie bei Tiny-Desk-Gigs im Rave-Up Record Store zu sehen. 2021 folgte die EP Religion (aufgenommen im t-one Studio Wien, erschienen bei DECCEL Rec).
Nach dieser Veröffentlichung verließ Hubert Nedwed die Band; seinen Platz am Schlagzeug übernahm Daniel Homolka.
In weiterer Folge erschien 2022 das Live-Album The Café Carina Sound (DECCEL Rec. Vienna). Anschließend das zweite Studioalbum Die Butter (2024, DECCEL Rec. Vienna), aufgenommen im In-House-Studio und gemixt von den London Twins im Livin’ Room Sheffield. Zum Record Store Day 2024 erschien bei Blind Rope Records / Monkey Wien das remasterte Debütalbum – und war sofort ausverkauft.
2025 ist Intimspray auf dem Wiener Blutrausch-Sampler 3 (Record Store Day 2025, Monkey Records) vertreten.

## Aktuelles
Ein Dokumentarfilm mit dem Titel In leeren Räumen träumen von Julian Giacomuzzi begleitet die Band seit ihrer Reunion und erscheint voraussichtlich 2025/26. Ein neues Studioalbum ist in Arbeit.

## Stil
Intimspray verbindet Elemente von Post-Punk, Ska, Reggae und [[New Wave (Musik)|New Wave]] mit assoziativen und oft satirischen Texten. Oft wird die Band auch mit The Clash oder DAF verglichen. Auch nach dem Neustart wird die Band von der Presse als musikalisch interessante Band gefeiert: "Heute liefern INTIMSPRAY den Sound, den auch junge Bands zitieren, mit der Überzeugung der Vorreiter. An der Formel hat sich wenig verändert."
(David Baldinger, OE1 Kulturjounal 2.9.2022) "Der Sound der Platte ist eine Freude, und was der angloamerikanische Musikjournalismus „quirky New Wave rhythms“ nennt, steht INTIMSPRAY extrem gut."

### Songbeispiel
Aus dem Song Die Butter (2024):
lasst die Butter auf dem Brot
man muss sich doch was gönnen
nimmt’s der eine nicht nimmt’s der andere
nimmt’s der andere kriegt’s der eine nicht
versteht ihr das, versteht ihr was?
Weitere Songanalysen finden sich im offiziellen Newsletter-Archiv.

## Diskografie
- 1979: More Dangerous Come Down / Too Much Monsters (Single)
- 1982: Intimspray (RCA/Autobahn)
- 2021: Religion (EP, DECCEL Rec.)
- 2022: The Café Carina Sound (Live-Album, DECCEL Rec.)
- 2024: Die Butter (Studioalbum, DECCEL Rec.)
- 2024: Intimspray (Remastered) (Re-Issue, Blind Rope Records)
- 2025: Beitrag auf Wiener Blutrausch 3 (Sampler, Monkey Records)
- 2026: neues Studioalbum (in Arbeit)